# That’s How You Know
That’s How You Know ist ein Lied aus dem Film Verwünscht aus dem Jahre 2007. Es wurde von Alan Menken (Musik) und Stephen Schwartz (Text) geschrieben. Im Film wird es verwendet, als Giselle und Robert im Park über ihre verschiedenen Ansichten über die Liebe sprechen. Gesungen wird es von Amy Adams, der Darstellerin von Giselle. In der deutschsprachigen Version heißt das Lied Wie zeigst Du Deine Liebe? und wird von Kerstin Heiles gesungen.
Stephen Schwartz sagte in einem Interview, das Lied sei eine Verbeugung vor Liedern wie Under the Sea und Be Our Guest. Alan Menken stimmte dem in einem Folgeinterview zu, er sehe etwas von Belle (aus Die Schöne und das Biest) darin. Allerdings sehe er die Verbindung zu Under the Sea nicht so sehr.

## Auszeichnungen
That’s How You Know war nominiert für den Oscar in der Kategorie Bester Song und den Golden Globe in der Kategorie Bester Filmsong. Das Lied war auch für den Grammy in der Kategorie Bester Song geschrieben für Film, Fernsehen oder visuelle Medien, für den OFTA-Award in der Kategorie Bester Song und für den Critics’ Choice Award in der Kategorie Bestes Lied nominiert.

## Coverversionen
Bei der Oscarverleihung 2008 wurde That’s How You Know von Kristin Chenoweth vorgestellt. Dies stieß allerdings auf Verwunderung und es wurde Unmut darüber geäußert, dass Amy Adams übergangen wurde.
Im Rahmen verschiedener Disneyprojekte coverten unter anderem Demi Lovato und Dannii Minogue das Lied.